# 포먼 (소프트웨어)
포먼(Foreman 또는 The Foreman)은 물리 서버와 가상 서버의 프로비저닝, 구성, 모니터링을 위한 오픈 소스 완전 수명 주기 시스템 관리 도구이다. 포먼은 플러그인을 통해 Puppet, Chef, Salt 등의 구성 관리 소프트웨어와 연동되며 사용자가 반복적인 작업의 자동화, 애플리케이션 디플로이, 디플로이된 서버의 변경 관리를 할 수 있다.

## 같이 보기
- Ansible
- 퍼핏 (소프트웨어)
- 루비 온 레일즈